# Diego Mercado
Diego Mercado, né le 17 mai 1929 à Mexico et mort le 2 mai 2022 à Guadalajara (Mexique), est un entraîneur de football mexicain.

## Biographie
Il dirige les joueurs mexicains lors des Jeux olympiques d'été de 1972 puis lors des Jeux olympiques d'été de 1976.